# Pulung Merdiko
Pulung Merdiko is een bestuurslaag in het regentschap Ponorogo van de provincie Oost-Java, Indonesië. Pulung Merdiko telt 1811 inwoners (volkstelling 2010).